# Alan Baker (Mathematiker)

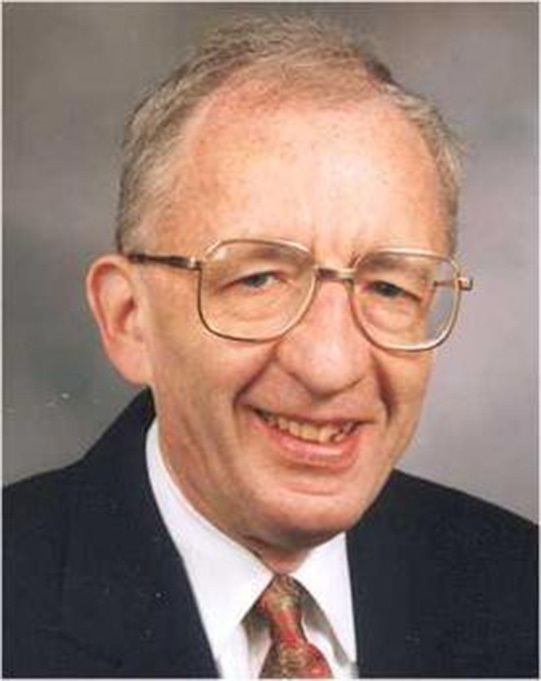
Alan Baker

Alan Baker (* 19. August 1939 in London; † 4. Februar 2018) war ein britischer Mathematiker.

## Leben
Baker begann sein Studium der Mathematik bei dem Zahlentheoretiker Harold Davenport am University College London. Nach dem Bachelor-Abschluss wechselte er ans Trinity College nach Cambridge, wo er 1964 bei Davenport mit Some Aspects of Diophantine Approximation promoviert und im selben Jahr „Fellow“ des Trinity College wurde. Von 1964 bis 1968 forschte er an der Cambridge University als „Research Fellow“. 1968 bis 1974 war er „Director of Studies in Mathematics“ und wurde danach zum „Professor of Pure Mathematics“ ernannt. 1970 war er „Fellow“ am Institute for Advanced Study in Princeton und 1974 Gastprofessor an der Stanford University.
Baker ist durch seine „effektiven Methoden“ in der Zahlentheorie bekannt geworden. Im Jahr 1970 wurde ihm mit 31 Jahren die Fields-Medaille auf dem Internationalen Mathematikerkongress in Nizza verliehen, wo er einen Plenarvortrag über Effective Methods in the Theory of Numbers hielt. Die Auszeichnung erhielt er für seine Arbeiten auf dem Gebiet der diophantischen Gleichungen. Des Weiteren gelang ihm der Beweis einer Verschärfung des Satzes von Gelfond-Schneider, indem er zeigte, dass eine Menge natürlicher Logarithmen über den algebraischen Zahlen linear unabhängig ist, wenn sie über den rationalen Zahlen linear unabhängig ist.
Baker löste auch etwa gleichzeitig mit Harold Stark, aber mit einer anderen Methode (seiner Methode linearer Formen von Logarithmen algebraischer Zahlen), dass Klassenzahlproblem von Carl Friedrich Gauß (Aufzählung der imaginär-quadratischen Zahlkörper mit Klassenzahl 1). Dabei baute er auf einer Idee von Gelfond und Linnik (1948) auf und zeigte, dass das Problem sich auf den Beweis der linearen Unabhängigkeit von drei Logarithmen reduzieren ließ (von Stark 1968 auf zwei Logarithmen reduziert). 1971 löste er auch das Problem der Anzahl imaginär quadratischer Zahlkörper mit Klassenzahl 2 (es gibt genau 18, ebenfalls von Gauß vermutet). Ebenfalls fast gleichzeitig wurde dies von Stark bewiesen.
Zu seinen Doktoranden zählen John Coates, Roger Heath-Brown, David Masser und Cameron L. Stewart.

## Mitgliedschaften und Auszeichnungen (Auswahl)
Er war Fellow der Royal Society, der American Mathematical Society, seit 1980 der Indian National Science Academy und seit 1998 Mitglied der Academia Europaea. 1998 wurde er Ehrendoktor der Universität Straßburg.

## Schriften
Bücher
- Transcendental number theory. Cambridge University Press, 1975, erw. 1979, (Cambridge Mathematical Library), aktualisiert 1990, Reprint 1999 (mit Vorwort von David Masser).
- Mit Gisbert Wüstholz: Logarithmic forms and diophantine geometry. (New Mathematical Monographs) Cambridge University Press, 2008, ISBN 978-0-521-88268-2.
- A concise introduction to the theory of numbers, Cambridge UP 1984.

Einige Aufsätze
- Linear forms in logarithms, Teil 1 bis 4, Mathematika, Band 13, 1966, S. 204–216, Band 14, 1967, S. 102–107, 220–228, Band 15, 1968, S. 204–216.
- On the class number of imaginary quadratic fields, Bull. AMS, Band 77, 1971, S. 678–684, Online.